# François Sébastianoff
François Sébastianoff né le 28 août 1932 à Fribourg et mort le 17 février 2017 à Arpajon-sur-Cère) est un linguiste et un pédagogue français. Il s'est intéressé à l'orthographe du français et à l'analyse des systèmes d'écriture (graphématique).
Ses engagements personnels l’ont conduit à l'anarchisme et à la non-violence.

## Biographie
Après des études au lycée Henri-IV à Paris et à la Sorbonne, ses recherches universitaires le font se spécialiser en latin ; elles portent particulièrement sur les structures et l’ordre des mots dans cette langue. Titulaire d’une agrégation de grammaire en 1957, il est nommé au Maroc, où il enseigne les lettres classiques (français, latin et grec) au lycée Ibn Toumert à Casablanca, puis au lycée Lalla Aïcha de Rabat. Parallèlement, il poursuit ses recherches sur Tertullien.
De retour en France, en 1965, il devient assistant de latin à la Sorbonne en 1966. Il y reste cinq ans. Il s’intéresse alors à la pédagogie des langues anciennes au sein de l’Association des professeurs de langues anciennes de l'enseignement supérieur (APLAES). Il préconise par exemple d’utiliser pour enseigner le latin les mêmes techniques que pour les langues vivantes : exercices structuraux, laboratoire de langue,... Ses relations avec le professeur Jean Perrot confortent son intérêt pour la linguistique générale. Il songe alors à changer de secteur de recherches.
De 1971 à 1974, après avoir quitté volontairement la Sorbonne, il enseigne au lycée Henri-IV. Mais, souhaitant s'éloigner définitivement de Paris pour militer, comme il le disait lui-même, « dans l'esprit de mai 68, tendance La Gueule ouverte et Silence », il obtient sa mutation à Aurillac. Il y enseigne le français et le latin jusqu’à sa retraite en 1992.
François Sébastianoff a été membre de la Société internationale de linguistique fonctionnelle et a écrit plusieurs articles dans la revue La Linguistique de la société (revue fondée par André Martinet). Ses articles portent sur la double articulation de la modalité écrite du langage ainsi que sur la sinographématique (graphématique de l'écriture chinoise).
Il a eu un échange épistolaire avec Henri Laborit et été adhérent actif au Mouvement pour une alternative non-violente entre 1991 et 1995, ainsi que membre du collectif de rédaction de la revue anarchiste Réfractions entre 1999 et 2005.
Il a écrit de nombreux articles, notamment dans Le Monde libertaire depuis 1990.

## L'association loi de 1901Le droi d eqrir
F. Sébastianoff a fondé en 1986 l'association loi de 1901 Le droi d eqrir, Association pour le droit d'utiliser un système d'écriture commode (ADEC) pour défendre sa proposition d'écriture phonétique Poligrafi et préparer une proposition de réforme de l'orthographe française qui fait partie des systèmes orthographiques alternatifs du français. En voici un communiqué : « l'association Le droi d eqrir, fondée en 1986, a pour but d'élaborer et faire connaître un système d'écriture sans difficultés inutiles, permettant de communiquer dans tous les usages du français et capable de concurrencer l'orthographe. »
L'Association est citée dans l'ouvrage allemand Die Diskussion um die “ideale Orthographie”.

## Source partielle
- Quatrième de couverture de l'ouvrage Ni magie, ni violence, Lyon, Les éditions Atelier de création libertaire, 2013.

## Publications

### Linguistique et pédagogie
- L'orthographe et nous, collection Bibliothèque de travail 2, Cannes : P.E.M.F., 1985[7].
- La poligrafi : une écriture pour tous les usages du français, Teissières-les-Bouliès : Fr. Sébastianoff, juin 1990[8].
- « Graphèmes et phonogrammes », La Linguistique 27/1, p. 15-28, 1991[9].
- « Les systèmes d'écriture sont-ils “mixtes” ou dotés d'une double articulation graphique ? », Liaisons HESO, nos  23-24, octobre 1994, p. 119-122.
- « La double articulation graphique dans l'écriture du chinois », La linguistique 31/2, p. 103-115, 1995[10].
- « Le syllabogramme dans l'écriture du chinois », La linguistique 35/1, p. 51-63, 1999[11].
- « Une terminologie pour la manifestation graphique des monèmes », La linguistique 42/1, p. 37-52, 2006[12].

### Écrits politiques
- « Objectivité scientifique et non-violence collective », Le Monde libertaire, no 876, 18 juin 1992, p. 2.
- « Révolution : changer d’armes ou changer de mentalité ? », Le Monde libertaire, no 895, 31 décembre 1992.
- « Du côté des sciences : Nouveaux sans être libres », Réfractions, no 4, automne 1999[13].
- « Ni magie ni violence, deux paris pour une autre civilisation », Réfractions, no 5, printemps 2000[14].
- « Violence, contre-violence, non-violence anarchistes », Réfractions, no 5, p. 3-4.
- « La non-violence collective comme critère des autres valeurs », Alternatives nouvelles, no 117, hiver 2000/01, p. 52-54.
- « Les actions directes dites non-violentes », Réfractions, no 7, automne-hiver 2001, p. 94-95[15].
- « Pratique scientifique et objectivité », Le Monde libertaire, no 1267, 7 février 2002.
- « Pour la non-violence collective », Le Monde libertaire, no 1318, 1er mai 2003.
- « Les règles générales de l'objectivité », Réfractions, no 13, automne 2004, p. 49-60[16].
- « De la neuroscience aux sciences sociales : la continuité objective », Réfractions, no 13, automne 2004, p. 69-79.
- « On sait enfin où habite Dieu », Réfractions, no 13, automne 2004, p. 80.
- « Contre l’intox, l’objectivité », Le Monde libertaire, no 1420, 22 décembre 2005.
- « Casser des objets ? Ça dépend quoi. Du flic, non », Le Monde libertaire, 29 mars 2006.
- « Éduquer à l’objectivité », Le Monde libertaire, no 1472, 5 avril 2007.
- « Oui à l’inné, non à l’innéisme », Le Monde libertaire, no 1495, 22 novembre 2007.
- « Mourir sans douleur, si je veux, quand je veux », Le Monde libertaire, no 1510, 27 mars 2008.
- Ni magie, ni violence. Deux paris contre toute domination, Lyon, Atelier de création libertaire, 2013[17].

## Présence dans les médias
- Pourquoi on fait des erreurs d'orthographe, séquence de 14 minutes dans le cadre de l'émission Pratiques nouvelles en classe de français, France Culture, Matinales, 12 mai 1981.